# Cofradía Penitencial de la Santa Vera Cruz (Valladolid)
La Cofradía Penitencial de la Santa Vera Cruz es la más antigua (su fundación data de principios del siglo XV) de las 20 cofradías penitenciales que existen, en la actualidad, en la Semana Santa de Valladolid. Es una de las cinco cofradías históricas con continuidad desde sus comienzos. Tiene su sede en la Iglesia Penitencial de la Santa Vera Cruz, de su propiedad.

## Historia

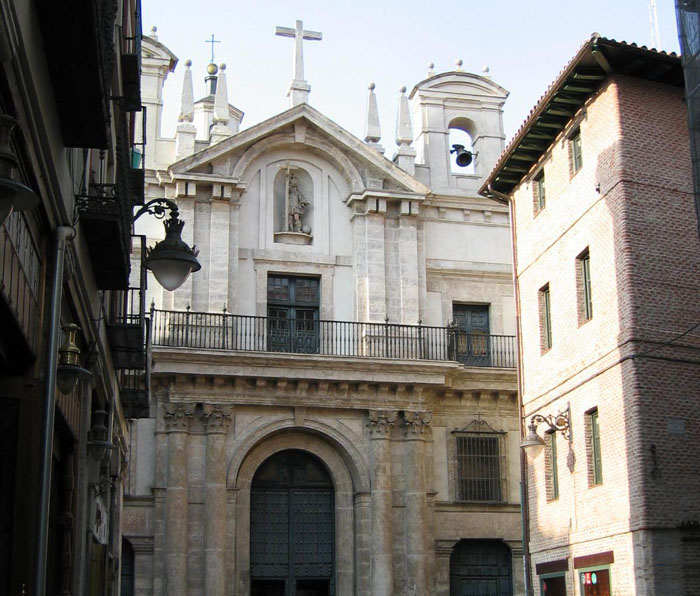
Iglesia Penitencial de la Santa Vera Cruz.

La Cofradía nace en el seno del Convento de San Francisco, a principios de siglo XV. El primer dato documentado de que se tiene noticia data de 1498; se trata de una solicitud que hacen los cofrades al Regimiento (el Ayuntamiento de la época), solicitando ayuda para construir un humilladero fuera de la Puerta del Campo (actual Plaza de Zorrilla.(A. Fue una ermita de cal y piedra donde se veneraba un Cristo y una reliquia que consistía en un pedazo pequeño de la Verdadera Cruz. Más tarde hicieron un relicario para guardarla y para poderla llevar en procesión. Esta ermita fue destruida el 17 de enero de 1809 por los soldados napoleónicos para evitar que las partidas de guerrillas que se formaban fuera de la cerca de la ciudad se escondieran dentro o tras el edificio.
Nació esta cofradía con la obligación de curar enfermedades contagiosas y atender a los viandantes desamparados. A partir de 1515 tuvieron en propiedad un hospital en la antigua calle de la Copera (hoy calle del Conde Ansúrez).
Por su antigüedad tenían el derecho de elegir el itinerario y el horario en el día de su procesión de Regla (Jueves de la Cena).
Esta Cofradía fue fundada por los franciscanos del convento de San Francisco. La convivencia con estos frailes fue siempre buena y provechosa. Un fraile de este convento, fray Francisco Dorates, fue el comisionado para la realización de una nueva Regla aprobada en 1560. El paso más antiguo, el de la Borriquilla, salía de la nave de Santa Juana de la iglesia de este convento.
En el año 1617, Francisco Sobrino (tercer obispo de Valladolid) se ocupó de organizar la asistencia a pobres, desamparados y enfermos, que serían atendidos en el Hospital General (llamado Hospital de la Resurrección). La misión de las cofradías a partir de esta fecha sería la de mantener la religiosidad y el culto a la Pasión de Cristo, especialmente en las procesiones de Semana Santa.
Cuando se edificó a finales del siglo XVI el actual templo, en la que era calle de la Costanilla (hoy calle de la Platería), la Cofradía tomó la libertad de llevar en procesión desde esta iglesia hasta el humilladero antes citado la imagen llamada Cristo del Humilladero. Las procesiones de festividades propias y las de Semana Santa tuvieron su máximo apogeo durante el siglo XVII en que aparecieron además las grandes imágenes de madera tallada que sustituyeron las antiguas de papelón. La Cofradía de la Vera Cruz encargó al escultor Gregorio Fernández y a algún otro también relevante, una serie de pasos procesionales que todavía se conservan en su iglesia penitencial.
Durante todo el siglo XIX se dio una paulatina decadencia y un llamativo descenso de cofrades. Además la cofradía estuvo a punto de perder su sede debido a una hipotética remodelación urbana de la ciudad que pretendía su derribo para dar paso a la construcción de una gran vía. Este proyecto nunca se llevó a cabo.

### SiglosXXyXXI
Tras años de decadencia y casi extinción de las cofradías y de las procesiones, en 1935, el obispo Gandásegui consiguió una autorización especial para reanudar las procesiones de Semana Santa. La participación fue numerosa, sobre todo en la procesión de la Borriquilla (La Entrada Triunfal de Jesús en Jerusalén) del Domingo de Ramos en la que desfilaron 3.000 niños.
A mediados del siglo XX se fueron haciendo tradicionales una serie de costumbres, como la plática que dirigía el arzobispo al término de la Procesión de las Palmas, desde la gran balconada de la Iglesia de la Vera Cruz. Por esas fechas se conformó la procesión del Rosario del Dolor y el Viacrucis se hizo itinerante, tomando la costumbre de que la imagen de la Dolorosa saliese al encuentro de Jesús Nazareno en el atrio de la iglesia, escenificando así la IV Estación de esta práctica religiosa.
En 1998 el Cabildo de la Cofradía reorganizó su Procesión de Regla en la noche del Jueves de la Cena (Jueves Santo), haciendo procesionar todos sus pasos, alguno de los cuales varios días son cedidos a otras cofradías para que los acompañen en procesión.
Durante los últimos años del siglo XX y primeros del XXI, la cofradía fue aumentando el número de cofrades hasta alcanzar la cifra de los mil quinientos. Adoptaron un hábito en que se combina el color verde con el negro. Su Cabildo está formado por un Alcalde Presidente y otros nueve mayordomos. La Cofradía se preocupó también por la restauración y conservación de sus obras de arte, tanto de pasos como de retablos e imágenes de la iglesia.

## Imágenes propias

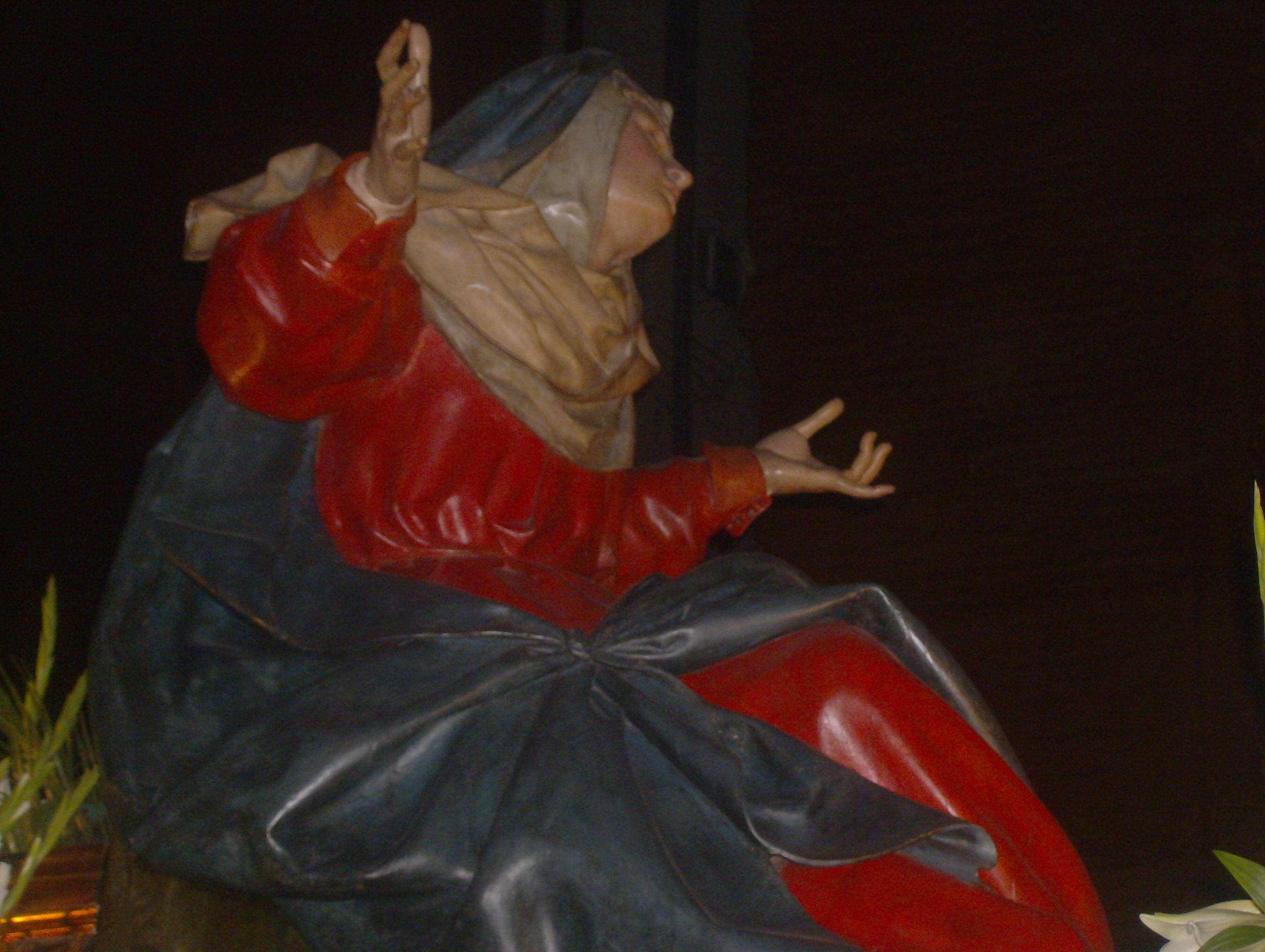
Nuestra Señora de la Vera Cruz.

- Nuestra Señora de la Vera Cruz (Gregorio Fernández, 1623), o Dolorosa de la Vera Cruz. Formaba parte del paso El Descendimiento y desde 1757 aparece en un paso independiente, acompañada hasta 1950 por el Cristo de la Agonía y desde entonces por una Cruz Desnuda rematada en plata.[nota 3] Tiene dos copias, en la Parroquia de San Lorenzo y en las Carmelitas Descalzas de Medina de Rioseco, hoy trasladadas al Paseo de Filipinos de Valladolid. Se le dedica una novena y un besapié al final de la Cuaresma y en el Sábado Santo se le ofrecen los dolores de la ciudad. Fue coronada canónicamente el 23 de septiembre de 2023.

- La Entrada Triunfal de Jesús en Jerusalén (atribuido a Francisco Giralte, siglo XVI-XVII), popularmente "La Borriquilla". Es el único paso que se conserva de papelón (cartón y tela encolada), salvo las cabezas, manos y pies, de madera policromada. Las cabezas están influidas por el estilo de Alonso Berruguete. Consta de siete figuras; Jesús, sobre la borriquilla con otro jumentillo a su lado, y seis apóstoles sujetando las palmas unos y otros tirando mantos a sus pies para que pase por encima de ellos. Originalmente se trasladaba desde la Vera Cruz hasta el Convento de San Francisco, en el que tenía lugar la procesión triunfal del Domingo de Ramos.

- Santo Cristo del Humilladero (anónimo, siglo XVI). Recibe el nombre del Humilladero (o ermita) que la cofradía tenía fuera de la puerta del Campo. Se trata de una magnífica talla muy movida y llena de expresión; los paños flotantes de su "parazonium" (o paño de pureza) le dan un aire barroco, a pesar de lo cual puede fecharse en el siglo XVI. Sus caracteres estilísticos hacen pensar en la gubia de un seguidor de Berruguete, sin que falte algún autor que lo crea del círculo de Juan de Valmaseda.

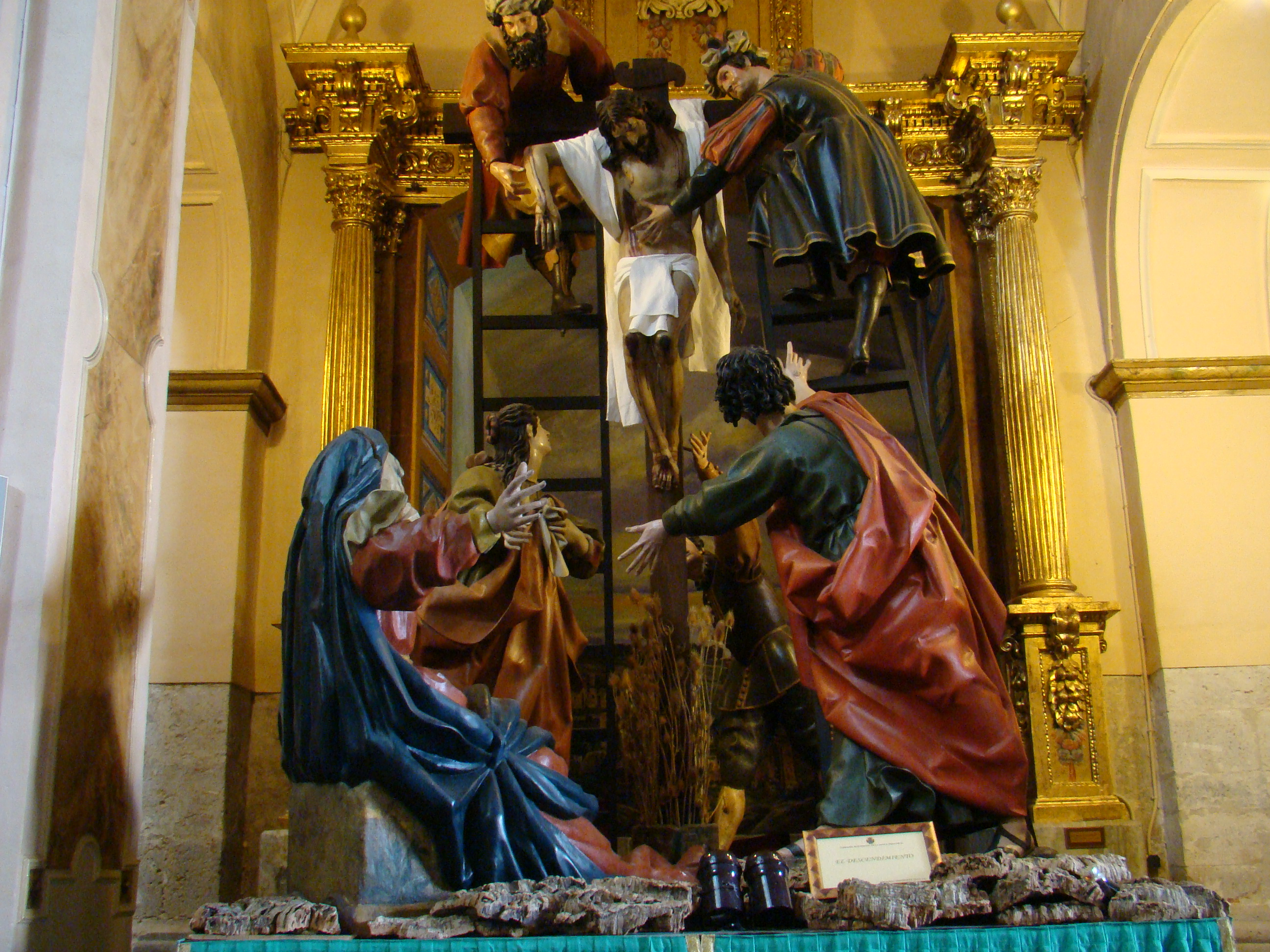
El Descendimiento de Gregorio Fernández.

- Lignum Crucis (anónimo, h. 1500-1550). Reliquia de la Cruz de Cristo procedente de Liébana que, según la tradición, es el primer y principal objeto de veneración de los cofrades, hasta el extremo de dar nombre a la Cofradía. La reliquia se aloja en un ostensorio, pieza importante de la orfebrería vallisoletana del siglo XVII, hecho de plata, bronce dorado y piedras preciosas. El Descendimiento de Gregorio Fernández.Presenta forma de cruz con un basamento octogonal, en cuyo interior se reproduce la escena de Adán y Eva junto al árbol del Paraíso. En los años 80 del siglo XX la cofradía recuperó la tradicional festividad del 3 de mayo, celebrándose la procesión del Lignum Crucis que recorrió las calles de la parroquia de San Miguel y San Julián.[5]

- La Oración del Huerto (Andrés Solanes, h. 1629). Es propiedad y lo guarda la Cofradía de la Vera Cruz en su iglesia homónima, pero procesiona el Lunes y Viernes Santo como paso titular de su cofradía homónima. Consta que la Vera Cruz pagó 150 reales a cuenta al autor en 1632. El paso fue policromado por Jacinto Rodríguez, Francisco García, López de Vallejo, Pedro de Carrillo y Gregorio Grijelmo.

- El Señor Atado a la Columna (Gregorio Fernández, h. 1619-1623). Es propiedad y lo conserva la Cofradía de la Vera Cruz en su iglesia homónima, pero procesiona como paso titular de su cofradía homónima el Lunes, Martes y Viernes Santo. Consta un compromiso de 1623 de dicha cofradía con el autor para un paso de El Azotamiento con siete figuras en total, de las que se conserva este Cristo, que es una de las esculturas señeras del gran escultor. Su policromía estuvo muchos años oscurecida debido al incendio del templo en 1806, hasta que una restauración reciente recuperó la original. La leyenda dice que la imagen terminada le preguntó al autor: "¿Dónde me miraste que tan bien me retrataste?", y le respondió: "Señor, en mi corazón".

- Ecce Homo (Gregorio Fernández, h. 1620). Es propiedad de la Cofradía de la Vera Cruz, pero procesiona como paso titular de la cofradía de su nombre el Lunes y Viernes Santo, por lo que es llamado Cristo de los Artilleros, al ser de este cuerpo militar quienes lo procesionaban en un principio. Formó parte del paso "La Coronación de Espinas" de la cofradía de La Vera Cruz junto a otras tres figuras, actualmente integradas en el paso Padre, perdónales porque no saben lo que hacen que alumbra la Cofradía de las Siete Palabras. La corona es de espino natural, pues Gregorio Fernández nunca las labró sobre el cabello de Jesús: las trenzaba y colocaba para dar por terminada su obra

- El Descendimiento de Gregorio Fernández (1623-1624). Es propiedad de esta cofradía donde se conserva íntegro. La auténtica imagen de Nuestra Señora se puso en 1757 en el retablo mayor de la iglesia y en el paso se puso una copia. Alumbra este paso la Cofradía del Descendimiento fundada en 1939, uniéndose algunos cofrades de la antigua hermandad de El Santo Cristo de la Buena Muerte.

## Cultos cuaresmales
El miércoles de Ceniza la cofradía dedicada un solemne besapié a la imagen de Nuestro Padre atado a la Columna, dando así comienzo a la Cuaresma. Del mismo modo se celebran triduos a la Oración del Huerto ( jueves-sábado de la primera semana de Cuaresma), Cristo del Humilladero (jueves-sábado de la tercera semana de Cuaresma) y una novena a la Dolorosa de la Vera Cruz que culmina en el  Viernes de Dolores, en el que se hace una eucaristía junto a los sacerdotes del Real Colegio de San Albano de los Ingleses y un solemne besapié. Asimismo, se hace cada domingo de Cuaresma una misa cuaresmal dedicada a cada una de las imágenes procesionales. 
|                            | L                                     | M                                     | X                                                        | J                                     | V                                                            | S                                                                   | D                                                   |
| Primera semana de Cuaresma |                                       |                                       | Besapié al Señor atado a la Columna                      | Triduo a la Oración del Huerto        | Triduo a la Oración del Huerto                               | Triduo a la Oración del Huerto                                      | Misa cuaresmal en honor a la Oración del Huerto     |
| -------------------------- | ------------------------------------- | ------------------------------------- | -------------------------------------------------------- | ------------------------------------- | ------------------------------------------------------------ | ------------------------------------------------------------------- | --------------------------------------------------- |
| Segunda semana de Cuaresma |                                       |                                       |                                                          |                                       |                                                              |                                                                     | Misa cuaresmal en honor al Ecce-Homo                |
| Tercera semana de Cuaresma |                                       |                                       |                                                          | Triduo al Cristo del Humilladero      | Triduo al Cristo del Humilladero                             | Triduo al Cristo del Humilladero                                    | Misa cuaresmal en honor al Señor atado a la Columna |
| Cuarta semana de Cuaresma  |                                       |                                       |                                                          |                                       |                                                              | Misa cuaresmal en honor a la Entrada Triunfal de Jesús en Jerusalén | Misa cuaresmal en honor al Descendimiento           |
| Quinta Semana de Cuaresma  |                                       |                                       | Salve Introducción Novena Nuestra Señora de la Vera Cruz | Novena Nuestra Señora de la Vera Cruz | Novena Nuestra Señora de la Vera Cruz                        | Novena Nuestra Señora de la Vera Cruz                               | Novena Nuestra Señora de la Vera Cruz               |
| Semana de Pasión           | Novena Nuestra Señora de la Vera Cruz | Novena Nuestra Señora de la Vera Cruz | Novena Nuestra Señora de la Vera Cruz                    | Novena Nuestra Señora de la Vera Cruz | Viernes de Dolores. Besapié a Nuestra Señora de la Vera Cruz | Besamanos a la Virgen de la Soledad                                 | Domingo de Ramos                                    |

## Procesiones de Semana Santa
- Domingo de Ramos: Procesión de las Palmas. Imagen que acompañan: La Entrada Triunfal de Jesús en Jerusalén (Borriquilla)
- Lunes Santo: Procesión del Santísimo Rosario del Dolor. Imagen que alumbran: Nuestra Señora de la Vera Cruz
- Jueves Santo: Procesión de Regla de la Santa Vera Cruz. Imágenes que alumbran: La Oración del Huerto, El Señor Atado a la Columna, Ecce Homo, Santo Cristo del Humilladero, Descendimiento, Nuestra Señora de la Vera Cruz y Lignum Crucis
- Viernes Santo: Procesión General de la Sagrada Pasión del Redentor. Imagen que alumbran: Nuestra Señora de la Vera Cruz.
- Sábado Santo: Procesión del ofrecimiento de los dolores. Imagen que alumbran: Nuestra Señora de la Vera Cruz.

## Procesión de Gloria
Procesión del Lignum Crucis. El 3 de mayo la cofradía celebra la Invención de la Cruz por Santa Elena, realizando una solemne misa y una procesión posterior portando a hombros el Santo Lignum Crucis. En el trayecto de la procesión es usual montar pequeños altares de cofradías hermanas. Previamente los días 1 y 2 la cofradía realiza un solemne triduo.

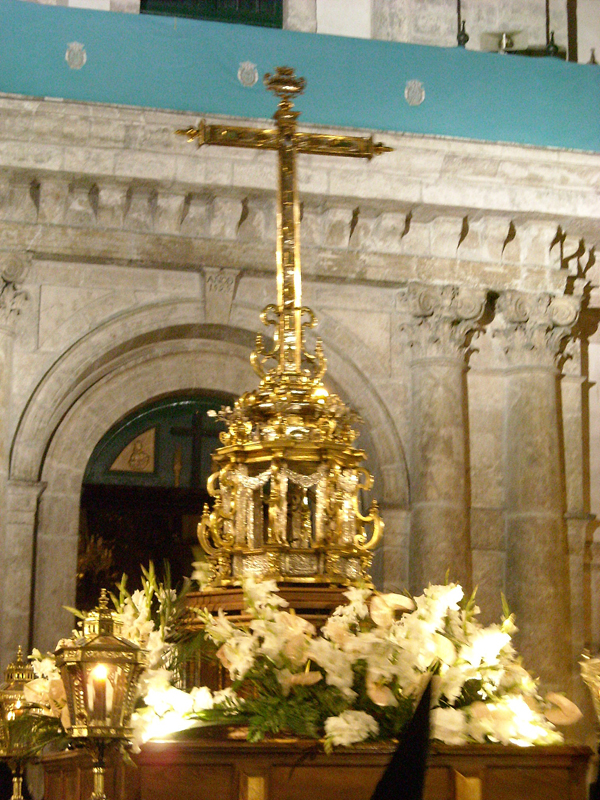
Relicario del Lignum Crucis. Pieza de orfebrería que guarda en su interior una astilla procedente del monasterio de Santo Toribio de Liébana.